# Expediția lui Lewis și Clark

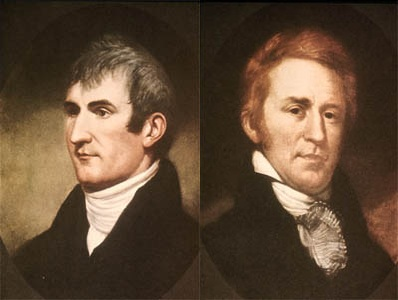
Lewis şi Clark

Expediția lui Lewis și Clark, întreprinsă în perioada 1804 – 1806, a fost prima expediție terestră efectuată de către Armata Statelor Unite în scopul traversării continentului american și explorării coastei Pacificului, dar și localizării de resurse naturale obținute prin achiziționarea teritoriului Louisiana. A fost condusă de ofițerii Armatei Statelor Unite Meriwether Lewis și William Clark, ajutați de către Sacajawea și Toussaint Charbonneau. Această expediție a stat la baza expansiunii către vest a Statelor Unite.
După cumpărarea provinciei Louisiana de la Franța, Statele Unite aveau un interes major în explorarea interiorului continentului și, eventual, în extinderea până la Oceanul Pacific.

## Expediții anterioare
Expediția celor doi este a treia expediție de traversare a continentului american, fiind precedată de expediția din 20 iulie 1793 a lui Sir Alexander Mackenzie. Acesta traversase continentul și în 1789 dar acesta a ajuns până la cumpăna apelor din Munții Stâncoși, fiind totodată și primul european ce ajungea la Oceanul Arctic venind dinspre continent.

## Cumpărarea Louisianei și expediția Lewis - Clark

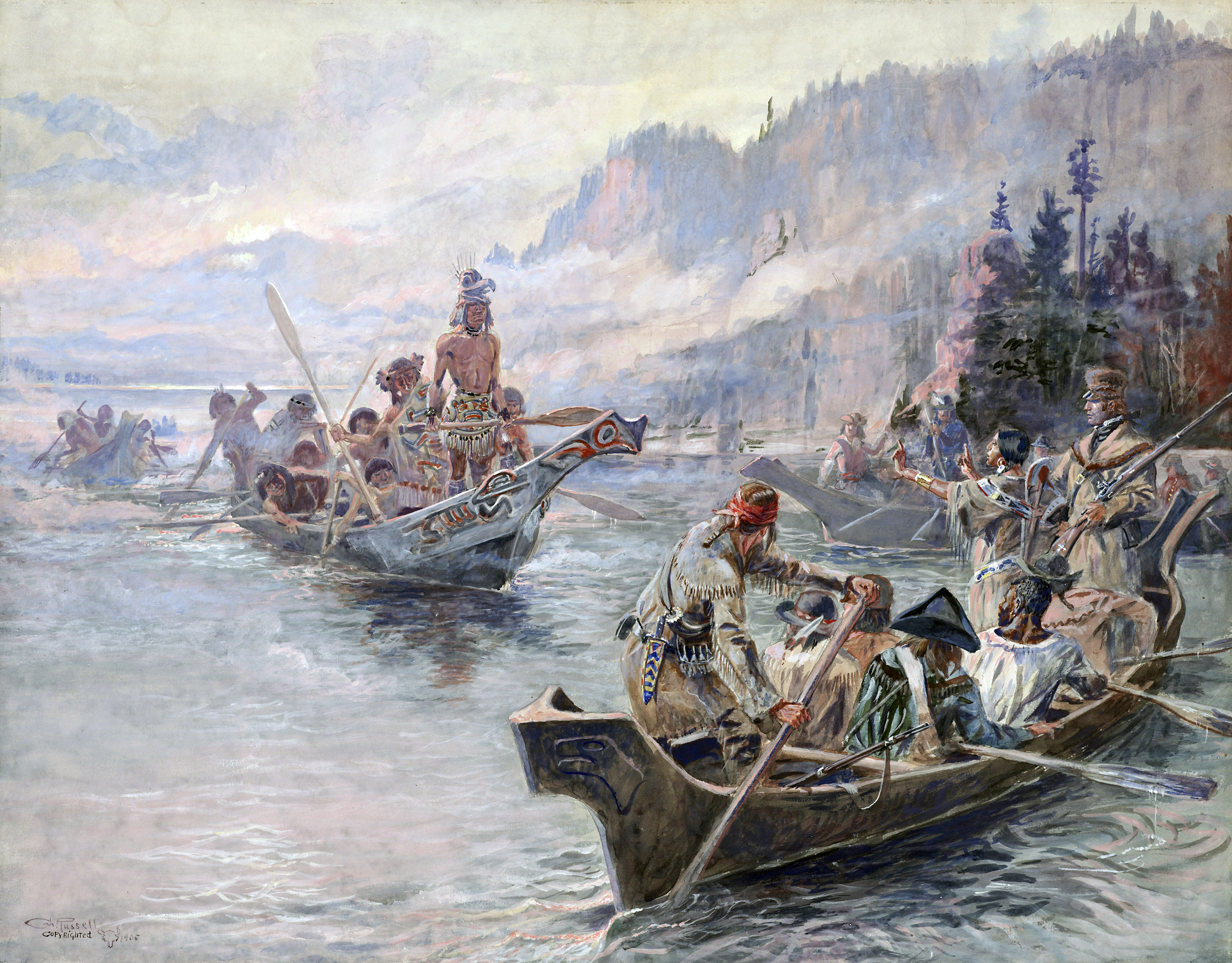
Lewis and Clark on the Lower Columbia de Charles Marion Russell

Cumpărarea provinciei Louisiana în anul 1803 a aprins dorința de expansiune pe coasta de vest a continentului. Statele Unite nu erau sigure ce cumpăraseră iar Franța nu știa la acel timp cât pământ vânduse. La câteva săptămâni după cumpărare, președintele Thomas Jefferson, un susținător al expansiunii vestice, a convins congresul să aloce 2.500 de dolari pentru o expediție. În mesajul său către Congres, Jefferson a scris:
| “ | Fluviul Missouri și indienii ce locuiesc în zonă nu sunt bine cunoscuți decât până la conexiunea cu Mississippi și, în consecință, un ofițer inteligent, cu zece, doisprezece oameni aleși, ar putea explora întreaga linie, chiar și până la Oceanul Vestic. | ” |